# Ник Джуниър
Nick Jr. е американски детски телевизионен канал. От 20 януари 2013 г. излъчва локализирана версия за България. На 1 март 2018 г. е на 100% преведен на български език. Каналът е качен на сателит Eutelsat 13E на честота 12015 с български аудио поток, освен там каналът е достъпен и от пакета на Булсатком на сателит.

## Анимационни сериали
- Пес патрул
- Пламъчко и машините
- Барбароните
- Прасето Пепа
- Ай Ай, Сантяго
- Рогат отряд
- Приключенията на Падингтън
- Мечето Многознайко
- Ана и приятели
- Малкият шеф-готвач
- Голямото шоу на Бебе Акула
- Бандата на Рабъл
- Загадките на Блу
- Дора и приятели
- Рибки гупи
- Тайфата на Бека
- Аби Хачър фъзли хваща
- Франки и Франк
- Фреш Бийт Бенд Шпиони